# باربل فوكيل
باربل فوكيل (Bärbel Wöckel) هي لاعبة أولمبية لرياضة ألعاب القوى من ألمانيا الشرقية. شاركت في الأولمبياد الصيفي في 1976–1980، وفازت بما مجموعه 4 ميداليات.

## الميداليات
| ذهب | فضة | برونز | المجموع |
| 4   | 0   | 0     | 4       |

## روابط خارجية
- باربل فوكيل على موقع الاتحاد الدولي لألعاب القوى (الإنجليزية)
- باربل فوكيل على موقع أوليمبيديا (الإنجليزية)